# Fairfax (Iowa)
Fairfax es una ciudad ubicada en el condado de Linn en el estado estadounidense de Iowa. En el Censo de 2010 tenía una población de 2123 habitantes y una densidad poblacional de 419,5 personas por km².

## Geografía
Fairfax se encuentra ubicada en las coordenadas 41°55′19″N 91°46′32″O / 41.92194, -91.77556. Según la Oficina del Censo de los Estados Unidos, Fairfax tiene una superficie total de 5.06 km², de la cual 5.01 km² corresponden a tierra firme y (0.97%) 0.05 km² es agua.

## Demografía
Según el censo de 2010, había 2123 personas residiendo en Fairfax. La densidad de población era de 419,5 hab./km². De los 2123 habitantes, Fairfax estaba compuesto por el 96.14% blancos, el 1.22% eran afroamericanos, el 0.19% eran amerindios, el 1.13% eran asiáticos, el 0% eran isleños del Pacífico, el 0.52% eran de otras razas y el 0.8% pertenecían a dos o más razas. Del total de la población el 1.37% eran hispanos o latinos de cualquier raza.